# Томас Чек
 Томас Робърт Чек (на английски: Thomas Robert Cech) е американски химик, лауреат на Нобелова награда за химия от 1989 г. заедно със Сидни Олтман за работата им върху каталитичните свойства на РНК. Чек открива, че самата РНК може да отделя вериги РНК, което поражда теорията, че животът може би е започнал като РНК. Изучава и теломерите. Служи като президент на Медицинския институт Хауърд Хюз.

## Ранен живот и образование
Чек е роден на 8 декември 1947 г. в Чикаго, Илинойс. Бащиното му потекло е от чешки произход. Израства в Айова Сити, Айова. В гимназията, той чука по вратите на професорите по геология от Айовския университет, молейки ги да говорят с него за кристални структури, метеорити и вкаменелости. През 1966 г. е приет в Гринелския колеж, където изучава химия и конституционна история. Впоследствие се жени за лабораторната си партньорка по органична химия, Карол Лин Мартинсън. През 1970 г. получава бакалавърска степен.
През 1975 г. Чек завършва докторантурата си по химия от Калифорнийския университет – Бъркли, а в същата година е приет в Масачузетския технологичен институт, където се занимава с постдокторантски изследвания. През 1978 г. е назначен в Колорадския университет, където преподава на студенти по химия и биохимия.

## Научна дейност
Основна област на изследванията на Чек представлява процесът на транскрипция в клетъчните ядра. Той изучава как генетичният код на ДНК се транскрибира в РНК. През 1970-те години изучава РНК сплайсинга у едноклетъчния организъм Tetrahymena thermophila, когато открива, че непреработената РНК молекула може да се подложи сама себе си на сплайсинг. През 1982 г. Чек става първия учен, показал, че РНК молекулите не са ограничени до пасивни преносители на генетична информация, а могат да имат и каталитични функции и да участва в клетъчните реакции. Рибозимите (РНК ензими) се превръщат в нов инструмент на генната технология.
Втората му област на изследване са теломерите – структурата, която защитава краищата на хромозомите. Теломерите се скъсяват с всяка ДНК дупликация и трябва да бъдат удължавани. Чек изследва теломеразата – ензимът, който копира теломерните секвенции и ги удължава. Тъй като теломеразата много често се активира от рака, изследването ѝ би могло да бъде полезно при разработването на лекарства против рак.
През 1989 г. Чек е удостоен с Нобелова награда за химия, а през 1995 г. – с Национален научен медал. Член е на Националната академия на науките на САЩ от 1987 г. и на Американската академия на изкуствата и науките от 1988 г. През 2000 г. е избран за президент на Медицинския институт Хауърд Хюз, оттегляйки се от поста през пролетта на 2009 г.